# Judith Bakirya
Judith Bakirya és una agricultora de permacultura ugandesa. Va ser nomenada a la llista de les 100 dones de la BBC per al 2019.
Bakirya va néixer al districte de Bugosa, a Uganda, i va créixer en una granja, tot i que inicialment no tenia intenció de ser agricultora. De petita, a més de treballar a la granja de la seva família, Bakirya i les seves germanes van anar a l'escola gràcies a l'ajuda del seu pare, un cap tribal. El seu èxit a l'escola primària li va permetre aconseguir una beca a l'escola secundària, Mt St Mary's College Namagunga, cosa que cap altre estudiant de la seva escola havia aconseguit. A partir d'aquí, es va classificar per obtenir una beca governamental per assistir a la universitat i va obtenir un Màster en salut i desenvolupament a la Universitat de Birmingham al Regne Unit.
El 2000 va deixar la feina a una ONG per tornar a la pagesia. Fent servir els seus estalvis i un petit préstec de l'Associació d'Estalvis i Préstecs del poble, va fundar Busaino Fruits & Trees. El 2014 va guanyar el concurs Best Farmers patrocinat per Vision Group, l'ambaixada dels Països Baixos a Uganda, KLM Airlines i dfcu Bank. El premi li va permetre exposar a la Source of the Nile Agriculture Show i d'assistir a mostres agrícoles als Països Baixos. Després d'això, va obrir el seu propi centre d'exposicions sobre medicina i cultura tradicionals al districte de Jinja, a Uganda. El 2017 va iniciar l'Institut Nacional d'Agroturisme a Jinja per promoure l'agroturisme i l'educació ugandesos.
El 2020 dirigeix Busaino Fruits & Trees com una granja de fruites agro-patrimonials de més de 1.000 acres, amb un gran èmfasi en l'agroturisme i l'educació sobre pràctiques agrícoles sostenibles amb el medi ambient. El 2019, aquest treball va conduir al seu reconeixement com una de les "100 dones" de l'any per la BBC.